# Marquês de Bute
Marquês do Condado de Bute, abreviado no uso geral para Marquês de Bute, é um título no Pariato da Grã-Bretanha. Foi criado em 1796 para John Stuart, 4.º Conde de Bute.

## História familiar
John Stuart era membro de uma família descendente de John Stewart (1360–1449), xerife de Bute, filho natural de Robert II da Escócia e sua amante Moira Leitch, casado com Janet Sympil e em 1407 com Elizabeth Graham. Este John Stewart recebeu as terras de Bute, Arran e Cumbrae de seu pai. Ele era conhecido como "Black Stewart" por causa de sua pele escura; seu irmão John Stewart de Dundonald era conhecido como "Red Stewart". A concessão de terras foi confirmada em 1400 por uma carta de Roberto III . Por volta de 1385, John Stewart de Bute recebeu o cargo hereditário de Xerife de Bute de seu pai, Robert II. Ele morreu em 1449, aos 89 anos.
Por volta da época de Maria, Rainha dos Escoceses, a família adotou a grafia de 'Stuart', que ela usava enquanto vivia na França. James Stuart, sétimo na descendência de Black Stewart, foi criado Baronet de Bute, no Baronete da Nova Escócia em 28 de março de 1627. Seu neto, o terceiro baronete, representou Bute no Parlamento da Escócia e foi um dos comissários que negociaram a União entre a Escócia e a Inglaterra. Em 14 de abril de 1703, ele foi elevado ao título de Pariato da Escócia como Conde de Bute, Visconde de Kingarth e Lorde Mount Stuart, Cumra e Inchmarnock. Ele foi sucedido por seu filho, o 2.º Conde de Bute e 4.º Baronete, que se sentou na Câmara dos Lordes como um representante escocês e serviu como Lorde-Tenente de Buteshire.
Após sua morte prematura, os títulos passaram para seu filho, o terceiro conde. Ele se tornou um político e favorito de George III e serviu como primeiro-ministro da Grã-Bretanha de 1762 a 1763. Lord Bute casou-se com Mary, filha de Edward Wortley Montagu e sua esposa, a escritora Lady Mary Wortley Montagu . Em 1761, a esposa de Lorde Bute, Mary, foi elevada à nobreza da Grã-Bretanha por direito próprio como Baronesa Mount Stuart, de Wortley, no Condado de York, com o restante para os herdeiros masculinos de seu corpo por seu então marido, Lord Bute. Seu filho se tornou o primeiro Marquês de Bute, cujo filho mais velho e herdeiro John Stuart, Lord Mount Stuart (que faleceu antes de seu pai) se casou com Lady Elizabeth Penelope, filha e herdeira de Patrick McDouall-Crichton, 6º Conde de Dumfries . O filho mais velho de Lord Mount Stuart, John, sucedeu seu avô materno como sétimo Conde de Dumfries em 1803, e seu avô paterno como segundo Marquês de Bute em 1814. Em 1805, ele assumiu por licença real o sobrenome adicional de Crichton antes de Stuart. Ele foi sucedido por seu único filho, o terceiro Marquês. Ele era um antiquário, acadêmico, filantropo e patrono da arquitetura e também ocupou o cargo de Lorde-Tenente de Buteshire. Foi o 3º Marquês que em 1868 se converteu pela primeira vez ao catolicismo, desde então a família permaneceu nessa fé. Seu filho, o quarto marquês, também foi lorde-tenente de Buteshire.

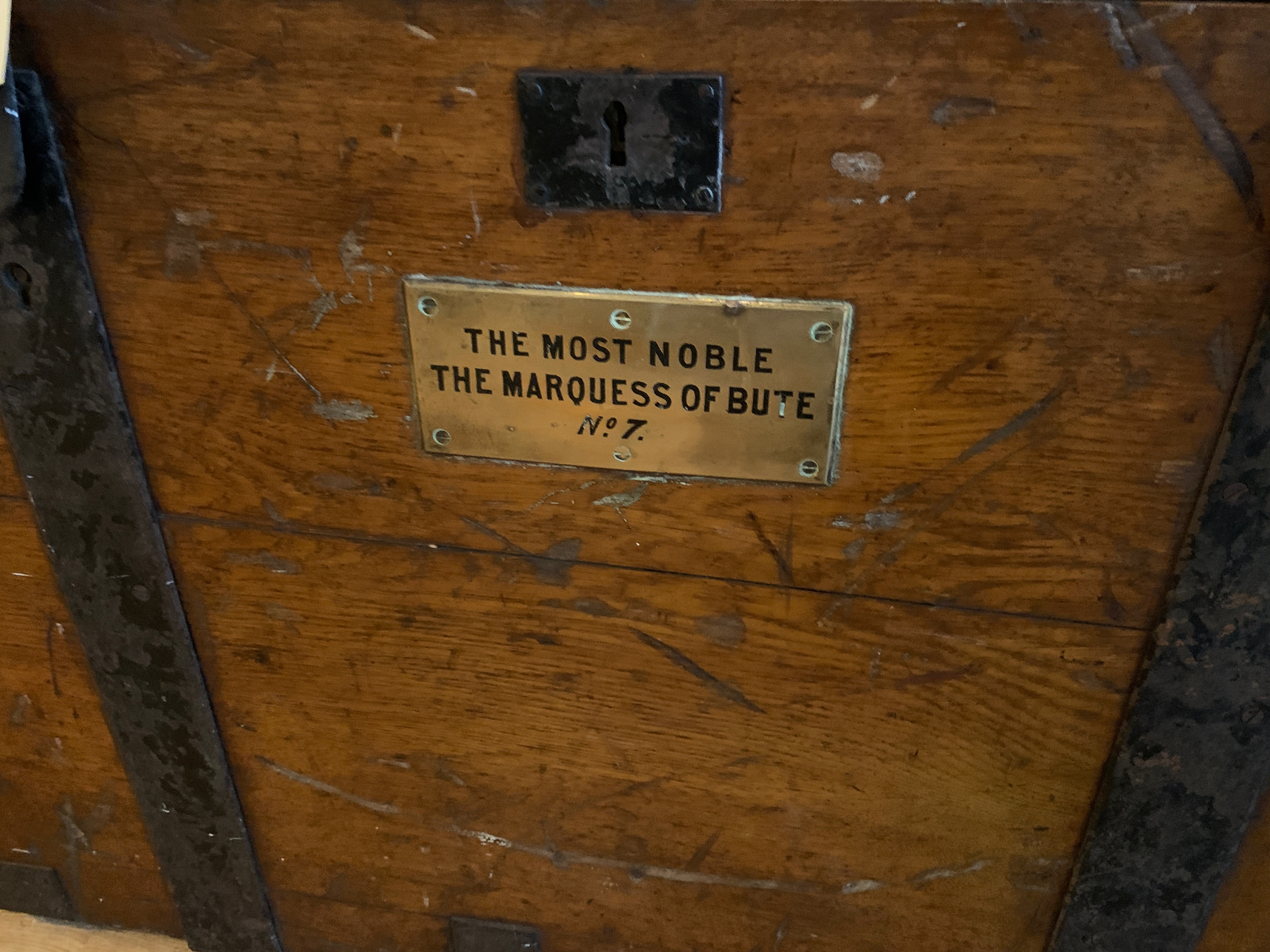
Este baú está em exposição no Colintraive Hotel em Colintraive, Argyll e Bute

Seu neto, John Crichton-Stuart, 6.º Marquês de Bute, sucedeu seu pai e foi Lorde-Tenente de Buteshire de 1967 a 1975. Em 2021, os títulos de nobreza foram mantidos pelo neto deste último, John Crichton-Stuart, 8.º Marquês de Bute.

### Títulos da família Bute
Os Marquês de Bute têm ancestrais importantes não apenas na Escócia, mas também no País de Gales, incluindo o primeiro Lorde Herbert de Cardiff, filho e herdeiro de Richard Herbert de Ewyas. Ele também foi criado Conde de Pembroke. Após a Restauração Stuart, a maior parte da propriedade da família Herbert foi vendida, e o restante passou a ser propriedade de Thomas, Visconde Windsor, que se casou com Charlotte, filha única de Philip Herbert, 7º Conde de Pembroke . Em 1766, a neta do Visconde Windsor, Charlotte Jane, casou-se com John Stuart, Lord Mount Stuart (1744-1814), filho e herdeiro do 3º Conde de Bute, primeiro-ministro de 1762 a 1763, e através deste casamento grandes propriedades no sul do País de Gales passaram para a família Bute. Em 1776, dezesseis anos antes de suceder seu pai como Conde de Bute, ele foi elevado ao título de Pariato da Grã-Bretanha por direito próprio como Baron Cardiff, do Castelo de Cardiff, no Condado de Glamorgan, em reconhecimento às suas substanciais propriedades galesas. Em 1796, ele foi ainda mais homenageado quando foi nomeado Conde de Windsor e Visconde Mountjoy, na Ilha de Wight, títulos que antes pertenciam à família de sua esposa, e Marquês de Bute. Esses títulos também estão no Pariato da Grã-Bretanha.

## Outros cargos e funções
O marquês de Bute é o guardião hereditário do Castelo de Rothesay, um privilégio concedido ao ancestral dos condes e marquês de Bute, John Stewart, por Robert II durante o século XIV. Nessa função, a família Crichton-Stuart foi responsável pela manutenção e restauração do castelo até a década de 1960.
Este ramo da família Stewart (também Stuart) ocupou anteriormente o cargo de Alto Administrador Hereditário da Escócia, cargo agora ocupado pelo duque de Rothesay, em sua capacidade de descendente direto da Casa de Stuart.

## Outros membros da família
Muitos outros membros da família ganharam distinção. Robert Stuart, filho mais novo do primeiro baronete, foi criado baronete por direito próprio em 1707. O honroso James Stuart-Mackenzie, filho mais novo do segundo conde, sucedeu nas propriedades Mackenzie por meio de sua avó paterna e assumiu por licença real o sobrenome adicional de Mackenzie. Ele era membro do parlamento. O hon. James Stuart-Wortley-Mackenzie, segundo filho do terceiro conde, foi um político e pai de James Stuart-Wortley, 1.º Barão Wharncliffe. O tenente-general Sir Charles Stuart, quarto filho do terceiro conde, foi um distinto soldado e pai de Charles Stuart, 1.º Barão Stuart de Rothesay. O Reverendíssimo William Stuart, quinto filho do terceiro conde, foi Arcebispo de Armagh . Seu filho , Sir William Stuart, foi membro do parlamento. Seu filho mais velho , William Stuart, também foi membro do parlamento. Lady Louisa Stuart, filha do terceiro conde, era escritora. Lord Evelyn Stuart, segundo filho do primeiro Marquês, foi um soldado e político. Lorde Henry Crichton-Stuart, terceiro filho do primeiro Marquês, foi pai de Henry Villiers-Stuart, 1.º Barão Stuart de Decies (veja Barão Stuart de Decies para mais informações sobre este ramo da família).
Lorde William Stuart, quarto filho do primeiro Marquês, foi capitão da Marinha Real e membro do Parlamento. Lorde George Stuart (1780–1841), quinto filho do primeiro Marquês, foi contra-almirante da Marinha Real. Lorde Dudley Stuart, sexto filho do primeiro Marquês (e o mais velho de seu segundo casamento), era membro do parlamento. Lorde Patrick Crichton-Stuart, segundo filho de Lorde Mount Stuart, filho mais velho do primeiro Marquês, foi membro do Parlamento por Cardiff . Seu filho mais velho , James Crichton-Stuart, também representou esse distrito eleitoral no Parlamento. Lorde Ninian Crichton-Stuart, segundo filho do terceiro Marquês, também foi membro do Parlamento por Cardiff antes de sua morte prematura na Primeira Guerra Mundial . Lorde Colum Crichton-Stuart, terceiro e mais novo filho do terceiro Marquês, foi membro do Parlamento por Northwich por muitos anos. Lord Robert Crichton-Stuart Crichton-Stuart, segundo filho do quarto Marquês, foi Lorde-Tenente de Buteshire. Lorde Rhidian Crichton-Stuart, quinto e mais novo filho do quarto Marquês, foi um membro britânico da Assembleia Legislativa Internacional da Zona Internacional de Tânger.
Os Condes e Marquês de Bute originalmente usavam o título de cortesia Lorde Mount Stuart para o herdeiro aparente. Depois que o Condado de Dumfries foi herdado pelo segundo Marquês, o herdeiro aparente foi denominado Conde de Dumfries e seu herdeiro aparente foi denominado Lorde Mount Stuart. No entanto, o atual Marquês John Bryson Crichton-Stuart foi denominado Lorde Mount Stuart por alguns anos depois que seu pai herdou o marquesado em 1993. Isso porque seu pai era conhecido na época como Johnny Dumfries, Conde de Dumfries. Posteriormente, o sétimo marquês ficou conhecido como John ou Johnny Bute e seu herdeiro adotou Jack Dumfries como apelido.

## Assento

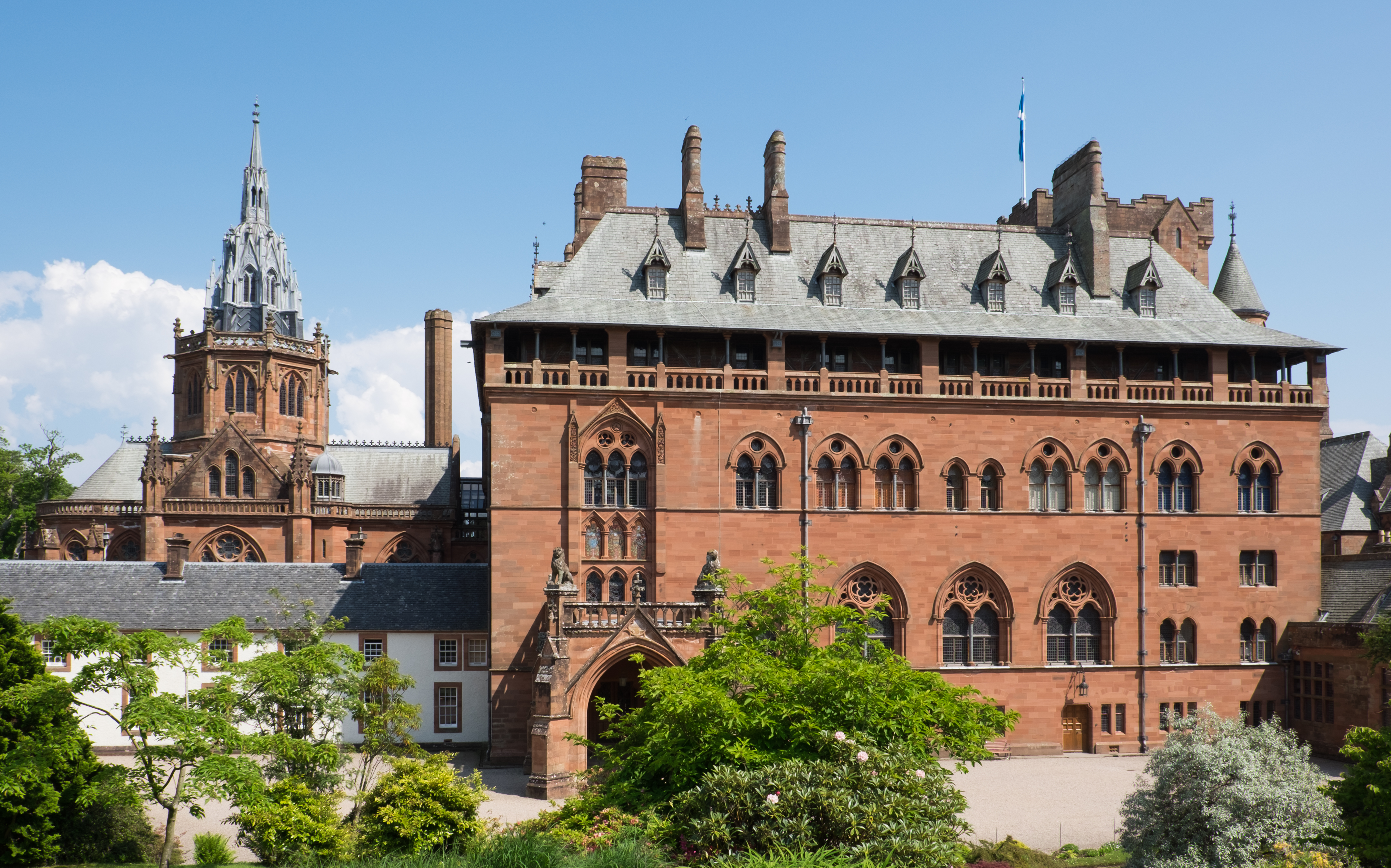
Fachada oeste, mostrando uma das alas remanescentes da casa anterior

### Mount Stuart House
Mount Stuart House é a sede da família Stuarts de Bute, em terras que pertencem à família desde 1157, na Ilha de Bute. James Stuart, 2.º Conde de Bute, construiu uma nova casa georgiana aqui, que foi concluída em 1719. Em 1877, o edifício foi danificado por um incêndio, embora as paredes e a maior parte do conteúdo tenham sobrevivido ao incêndio. Uma nova casa vitoriana em Mount Stuart foi então construída e foi a primeira na Escócia a ter iluminação elétrica em todo o edifício, além de ter a primeira piscina aquecida do mundo.
Embora Mount Stuart House seja a sede da família dos Marqueses de Bute, o Mount Stuart Trust a opera como um negócio desde 1989.

## Assentos anteriores

### Dumfries House
Em 1814, Dumfries House, perto de Cumnock, East Ayrshire, foi herdada por John Crichton-Stuart, 2.º Marquês de Bute, e a propriedade permaneceu na família Crichton-Stuart por dois séculos. Em 1885, o 3.º Marquês de Bute encomendou a Robert Weir Schultz o projeto dos pavilhões. Os chefes da família Crichton-Stuart tinham sua residência principal em Mount Stuart House, na Ilha de Bute. No final do século XX, a casa foi habitada pela marquesa viúva de Bute, Lady Eileen, até sua morte em 1993. O 6.º Marquês morreu alguns meses depois, e a casa passou para seu neto, o 7º Marquês, o piloto de corridas conhecido como John Bute.
Devido a problemas de manutenção, em 2003 o 7.º Marquês decidiu vender a Dumfries House e enviar o conteúdo para leilão. Entretanto, Carlos III, (na época) Príncipe de Gales, conseguiu providenciar a venda da casa, seu conteúdo e sua propriedade de 2.000 acres para um consórcio de organizações, incluindo o governo escocês, o Art Fund, a Garfield Weston Foundation, o Monument Trust, o National Heritage Memorial Fund e a Save Britain's Heritage. A Prince's Charities Foundation tomou emprestada grande parte do preço total de venda de £ 45 milhões.

### Castelo de Cardiff
O 3.º Marquês trabalhou com o arquiteto William Burges na criação de dois castelos de estilo neogótico no sul do País de Gales. A obra de William Burges no Castelo de Cardiff foi remodelada a partir do forte romano original e do posterior motte-and-bailey normando; desde então, passou pelas mãos de muitas famílias nobres até que em 1766, passou por casamento para a família Bute. O 2.º Marquês de Bute foi fundamental no desenvolvimento do sul do País de Gales, tornando-o um dos maiores exportadores de carvão de sua época, ao desenvolver o porto e as docas de Cardiff. O castelo de Cardiff foi herdado por seu filho John, o 3.º Marquês de Bute, que era extremamente rico. O projeto começou em 1866 com o arquiteto William Burges, que transformou os jardins do castelo. Dentro das duas torres, uma das quais é um relógio, ele também projetou interiores sofisticados, com murais, vitrais, mármore, douramento e elaboradas esculturas em madeira. Os quartos incluídos são os jardins mediterrâneos e a sala de fumantes de inverno italiana e árabe, dentro da torre Herbert. Apesar de ambos os marquês anteriores terem morrido na casa dos 50 anos, o projeto foi concluído pelo 4º marquês. Então, após a morte do 4.º Marquês de Bute, a família doou o castelo e seus parques ao redor para a cidade de Cardiff. Durante um quarto de século, o Castelo foi arrendado pelo National College of Music and Drama e, desde 1974, o Castelo de Cardiff tornou-se um dos destinos turísticos mais populares do País de Gales.

### Castell Coch
As ruínas da família Herbert foram adquiridas pelos Condes de Bute em 1760, quando John, 3.º Conde de Bute, casou-se com Lady Charlotte Windsor, partilhando a sua herança no sul do País de Gales.  Seu neto, o 2.º Marquês de Bute, cuja riqueza veio das Docas de Cardiff, acabou herdando o castelo.  O 2.º Marquês realizou uma exploração de minério de ferro em Castell Coch em 1827 e considerou estabelecer uma siderúrgica lá. 
O 3.º Marquês de Bute, outro John Crichton-Stuart, herdou Castell Coch e as propriedades da família quando criança em 1848.   Ao atingir a maioridade, as propriedades rurais e a herança industrial de Bute fizeram dele um dos homens mais ricos do mundo.  Ele tinha uma ampla gama de interesses, incluindo arqueologia, teologia, linguística e história.  Em 1850, o antiquário George Clark inspecionou Castell Coch e publicou suas descobertas, o primeiro grande trabalho acadêmico sobre o castelo. Castell Coch é usado há mais de 700 anos, o proprietário anterior era a família De Clare. O castelo raramente era usado e foi doado ao governo britânico pelo 5.º Marquês em 1950.

## Baronetes Stuart de Bute (1627)
- Sir James Stuart, 1.º Baronete (falecido em 1662)
- Sir Dugald Stuart, 2.º Baronete (falecido em 1670)
- Sir James Stuart, 3.º Baronete (falecido em 1710) (criado Conde de Bute em 1703)

## Condes de Bute (1703)
- James Stuart, 1.º Conde de Bute (falecido em 1710)
- James Stuart, 2.º Conde de Bute (falecido em 1723)
- John Stuart, 3.º Conde de Bute (1713–1792)
- John Stuart, 4.º Conde de Bute (1744–1814) (criado Marquês de Bute em 1796)

## Marqueses de Bute (1796)
- John Stuart, 1.º Marquês de Bute (1744–1814)
- John Crichton-Stuart, 2.º Marquês de Bute (1793–1848) (sucedeu como Conde de Dumfries em 1803)
- John Patrick Crichton-Stuart, 3.º Marquês de Bute (1847–1900)
- John Crichton-Stuart, 4.º Marquês de Bute (1881–1947)
- John Crichton-Stuart, 5.º Marquês de Bute (1907–1956)
- John Crichton-Stuart, 6.º Marquês de Bute (1933–1993)
- John Colum Crichton-Stuart, 7.º Marquês de Bute (1958–2021)
- John Bryson Crichton-Stuart, 8.º Marquês de Bute (nascido em 1989)

## Par atual
John Bryson Crichton-Stuart, 8.º Marquês de Bute (nascido em 21 de dezembro de 1989) é filho do 7.º Marquês e sua esposa Carolyn ERM Waddell. Ele foi denominado Lorde Mount Stuart a partir de 1993.
Em 22 de março de 2021, ele sucedeu seu pai como Marquês de Bute (GB, 1796), Conde de Dumfries (S., 1633), Conde de Bute (S., 1703), Conde de Windsor (GB, 1796), Visconde Ayr (S., 1622), Visconde Kingarth (S., 1703), Visconde Mountjoy (GB, 1796), Lorde Crichton de Sanquhar (S., 1488), Lorde de Sanquhar (S., 1622), Lorde Crichton de Sanquhar e Cumnock (S., 1633), Lorde Mountstuart, Cumra e Inchmarnock (S., 1703), Barão Mount Stuart de Wortley (GB, 1761) e Barão Cardiff do Castelo de Cardiff (GB, 1776). Ele também se tornou o 14.º baronete Stuart no baronetcado da Nova Escócia (1627).
O herdeiro presuntivo do Marquesado de Bute é Lorde Anthony Crichton-Stuart (nascido em 1961), segundo filho do 6.º Marquês.
A herdeira presuntiva do Condado de Dumfries é Lady Caroline Crichton-Stuart (nascida em 1984), filha mais velha do 7.º Marquês.

## Barões Mount Stuart (1761)
- Maria Stuart, 1.ª Baronesa Mount Stuart (1718–1794)
- John Crichton-Stuart, 4.º Conde de Bute, 2.º Barão Mount Stuart (1744–1814) (criado Marquês de Bute em 1796)